# Постонский университет
Постонский университет (англ. Post University) – частный университет, находится в городе Уотербери, в штате Коннектикут, США. Основан в 1890 году.

## История
За свою историю часто менял название:
- 1890 год основан как Matoon стенографическая школа, предлагающая обучение бухгалтерскому учету, деловому письму и стенографии;
- 1893 год – Харрингтон бизнес-колледж и школа стенографии;
- 1897 год – Уотербери бизнес-колледж;
- 1931 год – Пост колледж;
- 1937 год – Пост колледж коммерции;
- 1962 год – Пост колледж.

В 1976 году колледж переходит с 2-летних на 4-летние образовательные программы и аккредитуется на статус высшего учебного заведения. В 1980 году состоялся первый выпуск бакалавров.
В 1990 году колледж аффилируется с Teikyo университетом (Япония) переименовывается в Пост Teikyo университет. С увеличением студентов из Японии и финансовых ресурсов университет предлагает ускоренные образовательные программы в Интернете.
В 2004 году, в условиях изменения демографической и экономической ситуации в Японии, Teikyo университет передает контроль над Teikyo Пост университетом новому попечительскому совету, и университет переименовывается в Постонский университет.
С 2006 года университет ведет подготовку и по магистерским программам.

## Образовательные программы
Университет предлагает бакалаврские образовательные программы по бухгалтерскому учёту, финансам, управлению бизнесом, уголовному правосудию, биологии, экологии, социологии, психологии, дошкольной педагогики, информатики и информационным системам, а также магистерские образовательные программы по предпринимательству, маркетингу, финансам.

## Известные выпускники
- Абдо Бенитес, Марио — Президент Республики Парагвай (c 2018 года).